# Verklista för Clara Schumann
Verklista för Clara Schumann.

## Orkesterverk
- Op. 7 Pianokonsert i a-moll (1833–35)
- Piano Concertino i f-moll (1 Sats) (1847)
- Scherzo för Orkester (1830-31)

### Kadenser
- Kadenser för Beethoven: Pianokonsert i G-dur, Op. 58 sats 1 och 3
- Kadens för Beethoven: Pianokonsert i c-moll, Op. 37 sats 1 (1868)
- Kadenser för Mozart: Pianokonsert i d-moll, K466 Sats 1 och 3 (1891)

## Kammarmusik
- Op. 17 Pianotrio i g-moll (1846)
- Op. 22 Tre romanser för Piano och Violin (1853)

## Pianoverk
- Op. 1 Fyra Polonäser  (1829/30)
- Op. 2 Caprices i form av en vals  (1831/32)
- Op. 3 Romans varié
- Op. 4 Romantiska valser (1835)
- Op. 5 Fyra stycken caractéristiques (1833?, 1835/36)
- Op. 6 Soirées Musicales (1834–36)
- Op. 8 Konsertvariationer på la Cavatine du Pirate av Bellini
- Op. 9 Souvenir de Vienne, Impromptu (1838)
- Op. 10 Scherzo Nr. 1 i d-moll
- Op. 11 Tre Romanser (1838/39)
- Op. 14 Deuxième Scherzo Nr. 2 i c-moll (1841)
- Op. 15 Fyra stycken fugitives (1840–44?)
- Op. 16 3 Preludium och Fugor
- Op. 20 Variationer på ett Tema av Robert Schumann  (1853)
- Op. 21 Tre Romanser  (1853)
- Variationer på en Tyroler Sång  (1830)
- Variationer på ett Original-Tema (1830)
- Etyd (1830)
- Fantasi-Variationer på en Wieck Romans (1831)
- Rondo i b-moll (1833)
- Sonatina i g-moll (1841/42)
- Präludium i f-moll (1846)
- Romans i a-moll (1853)
- Romans i h-moll (1856) (wie op. 3)
- Födelsedagsmarsch in Eb Major (1879)
- Förspel (Improvisationer) (1895)
- Praeludium och Praeludien för elever (Improvisationer) (1895)
- Andante und Allegro

## Sång och piano
- Op. 12 Tolv Dikter från Friedrich Rückerts Liebesfrühling av Robert och Clara Schumann  (sång Nr. 2, 4 och 11 av Clara, samtidigt i Robert Schumanns Op. 37) (1841)
- Op. 13 Sex sånger
- Op. 23 Sex sånger ur Jucunde av Hermann Rollett  (1853)
- Alte heimat (1831)
- Der Traum von Tiedge (1831)
- Der Wanderer (1831)
- Der Wanderer in der Sägemühle (1832)
- An Alexis (1832-33)
- Walzer (1834)
- Der Abendstern (1834)
- Am Strande (1840)
- Ihr Bildnis (1840)
- Volkslied: Es fiel ein Reif in der Frühlingsnacht (1840)
- Die gute Nacht, die ich dir sage (1841)
- Sie liebten sich beide, första versen (1842)
- Die stille Lotosblume (1842)
- Liebeszauber (1842)
- Der Mond kommt still gegangen (1842)
- Ich hab' in deinem Auge (1843)
- Lorelei (1843)
- Oh weh des Scheidens, das er tat (1843)
- Ich stand in dunklen Träumen (1843-44)
- Sie liebten sich beide, andra versen (1844)
- Mein Stern (1846)
- Beim Abschied (1846)
- Das Veilchen (1853)

## Körverk
- Schwäne kommen gezogen (1830)
- Tre blandade körer (Abendfeier in Venedig; Vorwärts; Gondoliera) (1848, komponerad till Robert Schumanns 38:e födelsedag)